# Faurås herred
Faraas Herred (svensk: Faurås Härad) var et herred i Halland.
I herredet lå (og ligger) bl.a. købstaden Falkenberg, landsbyen Axtorna, hvor Slaget ved Axtorna stod, samt herregårdene Langås, Hellerup (svensk: Hällerup), Østre (svensk: Öströö), Hjuleberg og Lindholt (svensk: Lindhult).

## Sogne
| I Falkenbergs kommun - Alfshøg sogn - Fagered sogn - Gunnarp sogn - Gællared sogn - Kællsjø sogn - Køinge sogn | - Ljungby sogn - Morup sogn - Okome sogn - Stafsinge sogn - Svartrå sogn - Ullared sogn - Vinberg sogn | I Varbergs kommun: - Dagsås sogn - Sibbarp sogn |